# Bauernmädchen mit Haube
Bauernmädchen mit Haube ist der Titel eines Gemäldes des russischen Malers Alexej Jawlensky. Das Bild ist unten links signiert mit „A. Jawlensky“, oben links ist es monogrammiert mit „A.J.“, aber nicht datiert. Die „originale Rückseite ist nicht sichtbar.“ 1971 wurde es vom damaligen Museumsdirektor Ulrich Schmidt für das Museum Wiesbaden erworben. Es trägt dort die Inventar-Nummer M 888.

## Technik und Bildträger
Bei dem Porträt „Bauernmädchen mit Haube“ handelt es sich um ein Ölgemälde im Hochformat, 58 × 39 cm. Das Gemälde ist (ohne Angabe des Bildträgers) verzeichnet im „Werkstattverzeichnis“ von 1970 bei Clemens Weiler. Der Bildträger wird 1991 angegeben als „Karton auf Masonit“, 1997 als „Malpapier, auf Hartfaserplatte aufgezogen“, 2014 als „Öl auf Karton“.

## Bildbeschreibung
„Wie bei allen frühen Porträts ist auch bei diesem Bauernmädchen mit Trachtenhaube der Bildausschnitt so weit gefaßt, daß das Modell auch durch Körperhaltung und Kleidung charakterisiert wird. Ein weiteres, im Ausschnitt etwas knapper gefaßtes Bildnis dieses Modells mit der charakteristischen Trachtenhaube befindet sich heute in Privatbesitz.“

## Das Glanzlicht
Eine fremde Hand „machte sich an diesem Bild zu schaffen, setzte nur einen einzigen Pinselstrich zu viel und liefert uns dadurch einen Schlüssel zur Entdeckung eines Betruges an der Arbeit von Jawlensky. Der verräterische Pinselstrich ist das helle ‚Glanzlicht‘ am oberen rechten Ende der Lehne des Stuhles, auf dem das Bauernmädchen sitzt. Diese ‚Glanzlichter‘ sind […] malerische Elemente aus dem Realismus, mit denen die Künstler früher metallene oder hochpolierte Gegenstände effektvoll in Szene setzten. […] Jedoch in einem Gemälde von Jawlensky ist ein ‚Glanzlicht‘ gegen seinen Künstlerwillen. Denn als angehender Expressionist war Jawlensky intensiv bemüht, vom ‚falschen Glanz der Farbe‘ wegzukommen. Die fremde Hand, die unser Bild einer kosmetischen Behandlung unterzogen hat, wußte offensichtlich von Jawlenskys künstlerischen Bestrebungen nichts. Denn mit dem ‚Glanzlicht‘ brachte sie in Jawlenskys Bild genau das, was dieser nicht wollte, nämlich Naturalismus und Stofflichkeit. Das auffallende ‚Glanzlicht‘, das uns Anlaß zu Zweifeln an der Originalität des Bildes in seiner heutigen Erscheinung gibt, forderte natürlich weitere gründliche Untersuchungen. Diese wurden in den Werkstätten des Museums Wiesbaden durchgeführt. Sie ergaben, daß unser Bild von der fremden Hand total übermalt ist. Unter dem Stereomikroskop ist bei 100- bis 450facher Vergrößerung zu sehen, daß die Malerei der fremden Hand über Jawlenskys Pinselzügen liegt. Die Feststellung des genauen Sachverhaltes weist auf, daß unser Bild ein schweres Schicksal erlitten – und ungeheuer viele Schäden hat. Mit dem bloßen Auge kann man bei genauem Betrachten des Originals folgendes feststellen: wenigstens vierundzwanzig ‚Pflästerchen‘ wurden rückwärtig auf das Malpapier aufgebracht, um Risse und Löcher im Bild zu flicken. Reliefartig drücken sie sich durch das Papier. Der obere Bildrand ist beschnitten, die übrigen Ränder sind beschädigt und weisen zum Teil starke, Ausbrüche auf. Über all diesen Verletzungen, Farbausbrüchen, Retuschen und sogar auf dem Karton, auf den das Malpapier aufgebracht worden war, liegt die fremde Malerei. […] Für das Wiesbadener Bild scheint es nach heutigen Erkenntnissen keine technischen Möglichkeiten zu geben, daß es in seinen ursprünglichen Zustand zurückversetzt werden kann.“

## Datierung
Die Datierungen für das „Bauernmädchen mit Haube“ lauten: „1906“, „um 1906“; gleichlautend „c. 1906“, fernerhin „um 1906/07“.
Letztere Datierung wurde sehr nahe an das Jahr 1908 herangerückt, jenem denkwürdigen Datum, als in Murnau die beiden Künstlerpaare Werefkin und Jawlensky mit Münter und Kandinsky gemeinsam eng zusammen malten und „den Beginn expressiver Malerei in Deutschland einleiteten.“ Jawlensky war damals der „Fortgeschrittenste“, denn „er wußte schon, wie man modern malt. Er hatte das Verfahren der Schule von Pont-Aven gelernt, die Farbflächen in Konturen zu spannen.“ Von solcher Modernität ist das Bauernmädchen mit Haube jedoch noch sehr weit entfernt und macht die Datierungen der gen. Autoren nicht akzeptabel. Denn trotz aller das Bild beschönigenden Eingriffe der fremden Hand ist unübersehbar, dass das ursprüngliche Bild stilistisch noch tief im Realismus verhaftet ist, den Jawlensky – 1906 während seiner Frankreichreise im Begriff war, abzuschütteln.
Schon ein Vergleich mit dem in der Bretagne entstandenen 1906 zu datierenden Gemälde Der Bucklige im Lenbachhaus zeigt, dass das Bauernmädchen mit Haube noch weit von expressionistischen Tendenzen entfernt ist und früher entstanden sein muss. Demnach müsste das Bild um einige Jahre früher datiert werden.